# Església de Sant Josep (Breña Baja)
L'església de Sant Josep, situada en el municipi palmer de Breña Baja illa de La Palma (Canàries, Espanya), va passar a ser des del 2 d'agost de 1637, la primera parròquia que sota l'advocació, del Sant el nom del qual pren, va haver-hi en l'Arxipèlag Canari, gràcies als senyors que posseïen hisendes en el lloc i al petit nucli de veïns existents per aquell temps.
L'Església que les seves característiques arquitectòniques es conserven fins avui, presenta les típiques de l'arquitectura religiosa a Canàries. Té una sola nau. La capella major està diferenciada amb arc toral de pedra i capella col·lateral en el costat de l'evangeli. El cor va ser rematat en 1658 i el púlpit d'estil barroc fabricat en 1699. Presenta una façana, amb porta, balconada i campanar en eix vertical.

## Història

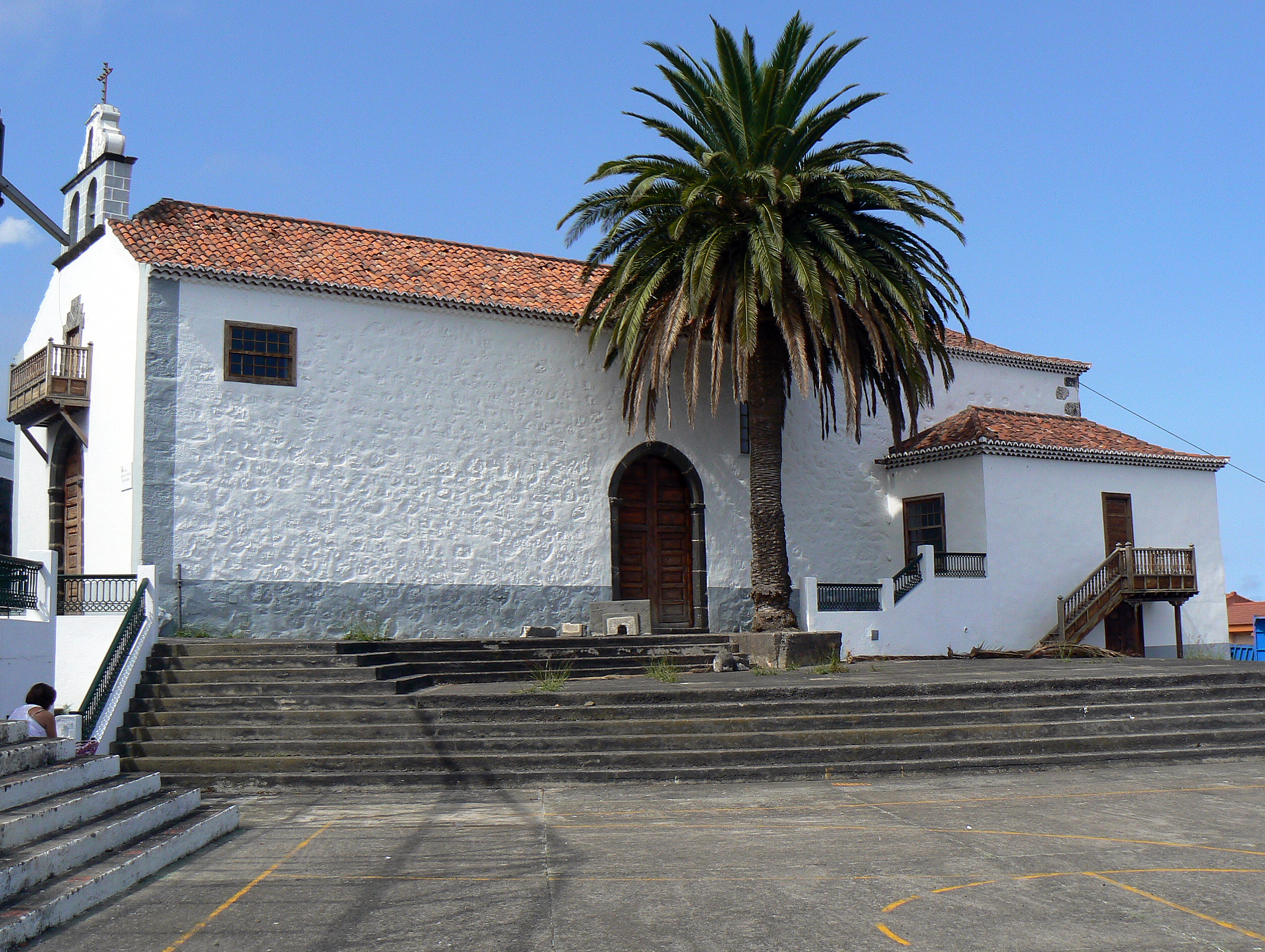
Vista lateral del costat dret de l'església de Sant Josep.

El document més antic que es conserva en l'arxiu parroquial de Sant Josep és la llicència on consta l'autorització per construir en les Breñas una ermita sota l'advocació d'aquell benaventurat. L'escrit no porta data, però es pot assegurar que data de 1548 sobre la base que està signat pel Llicenciat Padilla, Visitador General del bisbe Antonio de la Creu (1545-1550), per mandat del provisor Juan de Venegas, i ser aquell l'any en què fa la seva última visita a la Palma en l'acompliment del seu càrrec. El Visitador Padilla va concedir la llicència per saber que hi havia en aquest terme i part de Mall moltes heretats, la qual cosa portava amb si l'existència de nombrosos veïns que quedaven distanciats de l'església més propera, que era la de Sant Pere de Breña Alta, donant facultat per a la construcció de l'ermita en lloc còmode, demanar almoines per a la seva edificació i tenir capellà que la servís.
El 26 de juny de 1550, ja s'havia començat el temple i es trobava amb les parets aixecades fins a l'alçada dels moginets amb portades i un altar de pedra que va ser el primer que es va tenir per col·locar la imatge del Patró. L'1 de juny de 1584 el Visitador de torn va ser Pedro de Medina que va seguir encoratjant la continuació de les obres.
En 1614 ja s'havia demolit l'antiga construcció per amenaçar ruïna. En el mateix lloc es va començar a fabricar la nova església, en la qual va treballar el mateix personal; Francisco d'Acosta, que havia actuat en les obres anteriors, realitza el paviment i les parets.
En 1642 el Doctor Eugenio de Santa Cruz va donar permís perquè s'aixequessin les parets per ser molt convenient aprofitant el ja existent des de 1568 la paret del pis. El cor es va rematar en 1658. En 1684 es fan noves obres de millora de l'edifici. L'anterior púlpit datat de 1672 va ser substituït pel qual es conserva en l'actualitat d'estil barroc en 1699. En 1865 Manuel Rodríguez Pestana va construir un nou orfenet per encàrrec del rector Miguel Pestana, sent el substituït traslladat a l'ermita de Sant Antoni, pertanyent a la mateixa jurisdicció parroquial.
El document fundacional de la parròquia està datat a l'Illa de la Palma el 28 de juny de 1637. Amb la deguda autorització va signar l'escrit el Doctor Diego Vázquez Romero Botello. Es va nomenar primer rector al Llicenciat i prevere Francisco Arias de Benavides, sent llegit el corresponent Decret el 2 d'agost de 1637.
L'edificació va tenir efecte en la meitat del segle xvi. Des d'aquella centúria va començar a enriquir-se el seu patrimoni artístic amb valuoses escultures procedents de Flandes, altres degudes a la gúbia d'artistes palmers i a totes elles havia de sumar-se en el transcurs dels anys una talla d'escola andalusa, constituint un important conjunt.
L'església va ser començada a restaurar-se en l'any 2003 amb un termini de dos anys, al no complir el termini es va allargar fins a l'any 2007, però no va ser acabada fins a la primavera de l'any 2008. Avui en dia, l'església continua tancada.